# Pansy craze
El pansy craze («locura mariquita») fue un periodo en el que clubs nocturnos gais y artistas (conocidos como pansy performers, «artistas mariquitas») experimentaron un surgimiento en la cultura underground de los Estados Unidos. En un sentido laxo, el fenómeno se produjo entre las décadas de 1910 y 1970 en las grandes áreas metropolitanas del país, pero especialmente entre los años 1930 y 1933 en Manhattan.

## Estilos de actuación
Hacia finales de la década de 1920 —obviando el breve coqueteo de Broadway con temas homosexuales— la imagen de los homosexuales entre el público general estaba limitado a diversos bailes de disfraces en el Village y en Harlem. A principios de la década de 1930 se produjo un nuevo desarrollo en un contexto muy comercial, que llevó la subcultura gay de los enclaves del Greenwich Village y Harlem a los principales escenarios en el centro de Manhattan, una auténtica «locura mariquita», que duró hasta la revocación de la Ley seca en 1933, con la elección de Franklin D. Roosevelt como presidente. La novedad de estos «espectáculos mariquitas» (pansy act) parece haber seguido la moda del «espectáculo de negros», que se había extendido anteriormente por los speakeasies y clubs durante la mayor parte de los años 20. La Ley seca produjo una insaciable curiosidad por novedades en los clubs nocturnos (por lo que el periodo es conocido como la era del «todo vale», anything goes). Es significativo que, tras la prohibición, esta tolerancia desapareció. Cualquier representación positiva de personajes gais en el cine, denominados «pervertidos sexuales», fue prohibida en Hollywood por el código Hays. El actor Ray Bourbon fue detenido en nnumerosas ocasiones por un espectáculo que sería insulso desde un punto de vista moderno. Hacia 1940, las leyes eran tan estrictas, que incluso Julian Eltinge, un travestí de fama internacional que había sido una gran estrella del teatro y el cine, con gran éxito y aceptación, no pudo conseguir un permiso del Departamento de Policía de Los Ángeles para actuar vestido de mujer en su espectáculo, lo que le obligó a actuar en esmoquin y señalar a los vestidos colgados en perchas detrás de él. Tras la relativa libertad de los años 20 y 30, cada vez fue más difícil encontrar trabajo para los artistas gais.

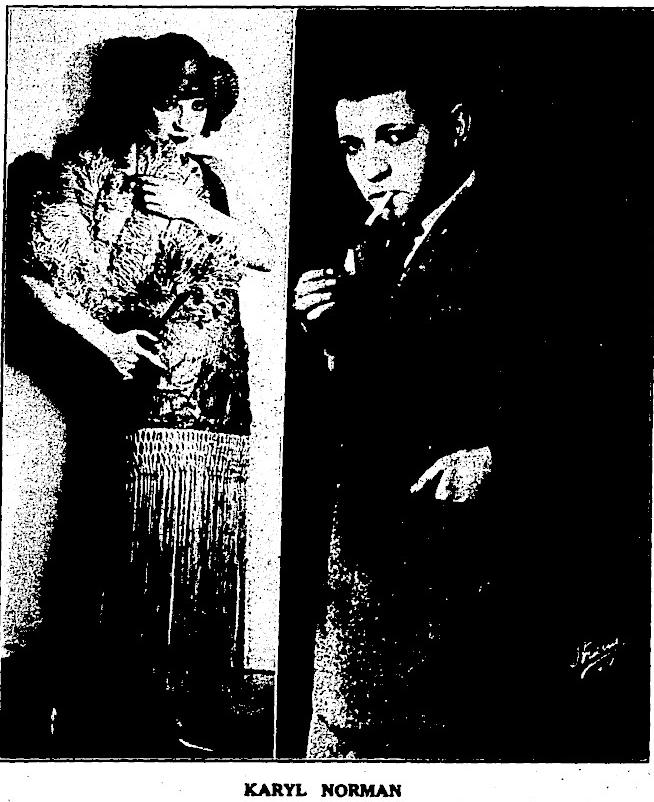
El cantante y transformista Karyl Norman. En el periódico New York Clipper, en 1921.

Durante las décadas de 1920 y 30 apareció una notable y visible presencia y subcultura gay y lésbica en varias ciudades estadounidenses. En general, Nueva York marcaba la pauta, especialmente en sus enclaves artísticos y bohemios del Greenwich Village y Harlem, así como en los cabarés y speakeasies en torno al distrito de teatros de Broadway, con centro en Times Square. Mientras que durante el siglo XIX se había restringido la actividad gay al barrio rojo bajo las vías elevadas de Bowery, con una vida lésbica aún menos visible (en su mayor parte restringida a salones privados para las mujeres de las clases altas y a un número bastante limitado de bailes para las menos afortunadas), la prohibición permitió por primera vez la aparición de gais y lesbianas en un contexto que, en general, era de clase media. La prohibición forzó la mezcla de todo tipo de personas, todos en busca de la misma bebida ilegal, y la economía produjo una cultura de ligera tolerancia, cuando no de «todo vale». Debido a que la prohibición fue bastante mala para el negocio en las ciudades cosmopolitas, se puede especular que los responsables públicos y Madison Avenue conspiraron para crear el «culto de la sofisticación urbana» que estaba por encima del moralismo mezquino y anticuado del movimiento por la templanza. Durante los años 20 no sólo aparecieron enclaves gais visibles y tolerados, sino que también aparecieron varios speakeasies y clubs regentados por gais y sobre todo lesbianas, precursores de los bares gais propiamente dichos. Además, se asoció a gais y lesbianas con un cierto renacimiento cultural, con muchos artistas y escritores gais y lésbicas, talento cultivado en estos salones, tanto en el Village, en Harlem o en Europa, en París y Berlín.
Parece que, según el público iba familiarizándose con la visibilidad gay y lésbica, fue precisamente esa misma imagen la que inspiró una reacción represiva. En 1923, la asamblea legislativa del Estado de Nueva York prohibió la «lascivia» homosexual o el cruising. Posteriormente, en 1927, se produjo una reacción rápida y exhaustiva contra una serie de obras de Broadway. Muchas tenían temas o personajes gais, aunque en su mayoría representaban la homosexualidad de forma negativa. Con obras como The Captive («El cautivo»), protagonizado por Helen Menkin, Sex de Mae West y su The Drag (en sus pruebas fuera de Broadway), la asamblea legislativa del Estado de Nueva York introdujo una enmienda en el código de obscenidad pública para prohibir cualquier obra que «mostrara o tratara con el tema de la degeneración sexual o perversión sexual.» Cualquier teatro que mostrase ese tipo de espectáculo podía ser clausurado por un año. Quizás a causa de esta nueva censura oficial, las representaciones públicas de homosexualidad en el escenario se produjeron en speakeasies y cabarés, aunque en aquellos de clase alta.

## Gene Malin
El cambio se puede ilustrar de forma clara con la meteórica, aunque breve, carrera/fenómeno de  Gene (Jean) Malin. Gene Malin, nacido Victor Eugene James Malin en Brooklyn el 30 de junio de 1908 en el seno de una familia de trabajadores de origen polaco lituano. Varios columnistas notaron su talento y en 1930 (a los 22 años) Malin fue contratado en el elegante «Club Abbey» de Louis Schwartz, entre las avenidas 46 y 8. En ese momento la carrera de Malin tomó un rumbo inesperado, puesto que, a pesar de colaborar ocasionalmente con el popular travestí «Helen Morgan JR.», él mismo no se vestía de mujer. La gracia de su espectáculo consistía en que precisamente no imitaba a una mujer, sino que aparecía como un hombre gay. Aparecía en el escenario y se movía entre el público en esmoquin, elegante, ingenioso, gracioso, el «maestro de ceremonias». 
Malin se convirtió en el artista mejor pagado de Broadway durante algún tiempo. Tras actuar como estrella en numerosos clubes de Nueva York, llevó su espectáculo a Boston y finalmente a la Costa Oeste. Durante su estancia en Hollywood participó en diversas películas, como Arizona to Broadway y Dancing Lady de Joan Crawford, habitualmente como el personaje tópico del oficinista mariquita y amanerado. Malin murió en un extraño accidente de automóvil cuando acababa de realizar su última actuación en el «Ship Cafe» en Venice (California), muriendo a los 24 años. Aunque su público probablemente lo veía como una rareza más, en el corto tiempo que duró su carrera, Malin hizo historia.

## Bert Savoy
Savoy fue el primero de este tipo de espectáculo que fue asociado en la mente de la audiencia con alguien abiertamente homosexual en tema y contenido. La mayoría de los demás transformistas, como el internacionalmente conocido Julian Eltinge, realizaban elaboradas explicaciones para dar a conocer que aquello sólo era un artificio. La carrera de Eltinge estuvo acompañada por una impresionante campaña de relaciones públicas para mostrarlo en una serie de actividades «viriles masculinas» fuera del escenario. Aunque el transformismo había sido desde siempre una parte importante del vodevil, no era realizado ni percibido como «gay» hasta la aparición de Savoy, que era puro camp, exuberante y escandaloso, tanto en el escenario como fuera de él. Los dos números que dieron origen a los latiguillos «You don't know the half of it dearie» («No sabes ni la mitad querido») y «You must come over» («Tienes que venir») fueron preservados en una rara grabación no musical de 1923 poco antes de su muerte.

## Bruz Fletcher
Bruz Fletcher fue otro artista que siguió la moda del pansy craze con una cierta malevolencia sofisticada y camp en sus grabaciones. Su carrera se desarrolló entre 1929 y 1940, acabando con su suicidio en 1941 a los 34 años, probablemente debido a una depresión por no poder encontrar trabajo como un artista gay. Se convirtió en el maestro del argot gay y del doble sentido para sobrevivir y tener éxito en una época extremadamente homófoba. Cantante, novelista, autor de teatro, el preferido de los clubes sofisticados de la década de 1930. Su legado incluye 3 álbumes de canciones codificadas de forma compleja y dos novelas. Su canción más famosa, «Drunk with Love», fue adoptada por Frances Faye y se convirtió en habitual en los bares gais durante las siguientes décadas.

## Ray Bourbon
Existe un cierto misterio rodeando la vida de Ray (Rae) Bourbon, probablemente debido a que él mismo generaba numerosas historias contradictorias sobre sí mismo. En diversas ocasiones afirmó haber nacido como «Hal Wadell» en Texarkana (Texas) en 1892, «Ramon Icarez» en o cerca de Chihuahua (Texas) en 1898 o ser el hijo de Francisco José de Austria y Luisa de Borbón. Posiblemente comenzó su carrera teatral en 1913 en Inglaterra, regresando en 1917 a los EE. UU. y como Rae Bourbon parece que ganó un concurso de fotografía, lo que le ganó un contrato con un estudio. Posteriormente afirmaría que actuó en varias películas mudas. 
Hacia mediados de la década de 1920, Bourbon trabajaba con Bert Sherry de pareja en el vodevil «Bourbon and Sherry» y más tarde hizo una gira con las Martin Sisters. En 1932 trabajaba a tiempo completo como transformista en clubes como Jimmy's Back Yard en Hollywood y Tait's en San Francisco, donde en mayo de 1933, durante su espectáculo «Boys Will Be Girls» («Los chicos serán chicas»), la policía realizó una redada mientras se transmitía en directo por radio. Hacia finales de la década de 1930 y en los 40 fue la estrella en el Rendezvous en Los Ángeles y protagonizó su propia revista, «Don't call me madam» («No me llames señora»). Su «Insults of 1944» llamó la atención de Mae West, que le dio un papel en su producción de 1944 «Catherine was great» y en 1948 en «Diamond Lil». En las décadas de 1950 y 60 actuó en cientos de clubs gais a lo largo y ancho de EE. UU., publicando docenas de álbumes. El humor de Bourbon era a la vez vulgar e intelectual, abiertamente gay y secretamente subversivo, permaneciendo vago sobre su propia sexualidad. Existen evidencias de que tuvo relaciones sexuales tanto con hombres como con mujeres, estando casado en dos ocasiones y con por lo menos un hijo. En sus memorias comenta su atracción sexual y relaciones con ambos sexos, pero nunca se denomina gay o bisexual.